# Staustufe Dörverden
Die Staustufe Dörverden ist eine Staustufe an der Weser in Dörverden im Süden des Landkreises Verden. Sie besteht aus einem Wehr und einem Wasserkraftwerk, die zu Beginn des 20. Jahrhunderts errichtet und stetig technisch modernisiert wurden.

## Wehr

Wehr und Kraftwerk um 1913

Nachdem bereits in Bremen-Hemelingen eine Staustufe als Endpunkt der Unterweserkorrektion errichtet worden war, wurde von 1907 bis 1914 eine weitere Staustufe in Dörverden errichtet, um in Trockenzeiten die Abgabe von Weserwasser für die Bewässerung landwirtschaftlicher Flächen zwischen Hoya und Bremen zu ermöglichen. Das erste Wehr, eine Stahlgitterkonstruktion, wurde 1911/1912 von der Firma Aug. Klönne gebaut.
Die Staustufe Dörverden bei Weserkilometer 308,8 wurde mit dem heutigen Wehr von 1931 bis 1933 als zweite Staustufe der Mittelweser gebaut, um einen möglichst gleichbleibenden Wasserstand halten und die Wasserstraße für große Schiffe passierbar zu machen. Das Wehr ist 104,90 m breit und besteht aus zwei jeweils 40 m breiten Feldern, das dritte Feld ist 24,90 m breit. Die Stauhöhe beträgt 4,60 m. Im Sommer wird der Oberwasserspiegel bei 14,60 m über NN konstant gehalten, im Winter bei 15,10 m über NN. Das Wehr wird vom Wasserstraßen- und Schifffahrtsamt Weser betrieben.
Radfahrer und Fußgänger können zwischen dem 15. März und 15. Oktober das Wehr über die Weser zwischen Dörverden und Hilgermissen überqueren, allerdings über Treppen mit seitlichen Schiebern.

## Prahmschleuse / Fischtreppe
Zwischen Wehr und Wasserkraftwerk ist eine kleine Schleuse integriert (Nutzlänge 28 m, Nutzbreite 6,50 m), die nur vom Wasser- und Schifffahrtsamt genutzt wurde. Die Betreiber des Wehrs und des Kraftwerks haben 2012 die gemeinsame Planung und den Bau einer Fischaufstiegsanlage mit integriertem Abstieg beschlossen. Einen Fischpass gab es jedoch auch schon nach den Umbauarbeiten 1912.
Für die neue Pilotanlage wurde die stillgelegte Prahmschleuse genutzt.

## Wasserkraftwerk

25-t-Turbinenlaufrad vor dem Einbau

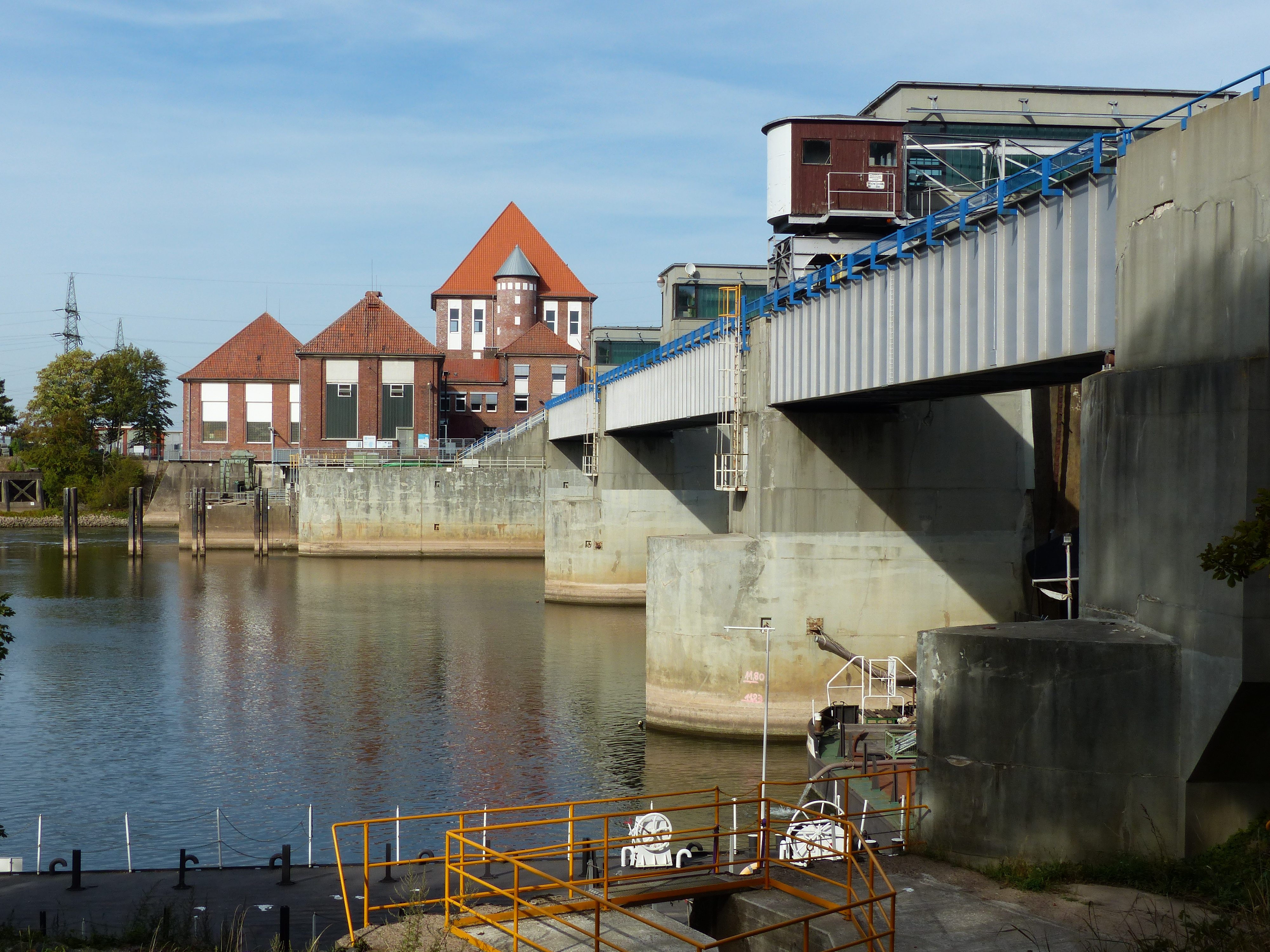
Blick über das Unterwasser zum Kraftwerk, davor die Treppe zum Steg

Das zur Staustufe gehörige Laufwasserkraftwerk wurde in den Jahren 1911 bis 1913 erbaut und mit vier Turbinen betrieben. Zunächst wurde Strom durch Dampfkraft erzeugt, bis 1927 die letzte Dampfturbine stillgelegt wurde. Bereits 1914 gingen die ersten Wasserturbinen vom Typ Francis-Turbine in Betrieb, zu jener Zeit die größten Europas. Das Wasserkraftwerk versorgte für einige Jahrzehnte das Hauptpumpwerk am Wasserstraßenkreuz Minden über eine eigene Hochspannungsleitung mit elektrischem Strom, das Wasser aus der Weser in den Mittellandkanal pumpte. Mit überschüssigem Strom wurden erstmals die Kreise Verden, Hoya, Nienburg, Neustadt und Fallingbostel elektrifiziert.
Bei einer Fallhöhe von 3,5 Metern und einem Durchfluss von 149 m³/s verfügt das Kraftwerk mit seinen vier heutigen Turbinen (zwei Kaplan-Turbinen in Heberanordnung, eine Kaplan-Propellerturbine und eine Sonderkonstruktion) über eine Kapazität von 4,2 MW. Die Turbinen laufen mit Drehzahlen von 63 bzw. 60/min; die Generatoren mit 100, 125 und 1000/min und liefern jährlich durchschnittlich 22 GWh elektrischen Strom, was einer durchschnittlichen Leistung von 2,5 MW entspricht.
Das Wasserkraftwerk wurde vom Preußischen Staat für 5 Millionen Mark gebaut und ab 1927 von der Firma PreußenElektra betrieben. Knapp 75 Jahre später ging PreußenElektra in der E.ON Wasserkraft GmbH im Jahr 2000 auf. Durch einen Beteiligungstausch mit dem norwegischen Energiekonzern Statkraft ist dieser seit dem 1. Januar 2009 Besitzer und Betreiber des Kraftwerks. Vom Kraftwerk in Dörverden aus werden alle anderen Laufwasserkraftwerke in der Mittelweser operativ betrieben, während die Überwachung der Kraftwerke von einem zentralen Kontrollraum im Pumpspeicherwerk Erzhausen erfolgt.

## Schleusenkanal
Der Schleusenkanal verläuft östlich und ist nur etwa halb so lang wie die abgekürzte Weserschleife.